# 沈佺期
沈佺期（656年—714年，又有713年、716年的说法），字云卿，相州内黄（今河南省安陽市內黃縣）人。唐朝著名诗人。

## 世系
曾祖沈纂，隋秘书正字。祖沈德，唐潞州长子县令。父沈贞松，唐泗州下邳县令。贞松生沈佺期、沈全交、沈全宇。沈全交（664年－724年），有墓志出土。
沈佺期生沈子昌、沈之象、沈东美、沈惟清。沈东美，给事中、夏州都督。
沈佺期长子《大唐故上津县令沈子昌墓志》1997年在洛阳东边毗邻的偃师市首阳山出土。

## 生平
上元二年（675年）进士。武后时，官协律郎累迁考功员外郎。曾因受贿入狱。出狱后复职，迁给事中。唐中宗时，因勾结张昌宗兄弟，被流放到驩州（今属越南）。神龙三年（707年），召拜起居郎兼修文馆直学士，常侍宫中。后历中书舍人、太子少詹事。
沈佺期工于五言律诗，与宋之问同为当时著名的宫廷诗人，文学史上并称“沈宋”。他们所作多为歌舞升平的应制诗，风格绮靡，不脱梁，陈宫体诗风。可是沈、宋俩人总结了六朝以来新体诗创作的经验，对律诗的成熟与定型，贡献颇大，是唐代五言律诗的奠基人。
- 查洪德编有《沈佺期年谱》

## 著作
原有文集10卷，已佚。明人辑有《沈佺期集》。　

## 生卒
关于沈佺期的生卒年，历来有几种看法：
- 吴海林、李延沛《中国历史人物生卒年表》，生于高宗显庆元年（656年），卒于开元二年（714年）
- 闻一多《唐诗大系》，约生于显庆元年（656年），卒于开元四年（716年）
- 陆侃如、冯沅君《中国诗史》，约生于公元650年（高宗永徽元年），卒于公元714年（开元二年）
- 刘开扬《谈沈佺期、宋之问、李峤、杜审言等人的诗》，约生于公元656年（高宗显庆元年），卒于713年（玄宗开元元年）